# Eugerdella theodori
Eugerdella theodori är en kräftdjursart som beskrevs av Saskia Brix 2007. Eugerdella theodori ingår i släktet Eugerdella och familjen Desmosomatidae. Inga underarter finns listade i Catalogue of Life.